# Dagmar Boom
Dagmar Boom (Venray, 1 mei 2000) is een Nederlands volleybalspeelster. Boom kwam in Nederland uit voor ActiveRooy Venray, VC Set Up, VC Peelpush Meijel, Talentteam Papendal en Team Eurosped. In het buitenland speelde ze voor de Duitse club VfB 91 Suhl, de Belgische club Jaraca LVL Genk en het Finse LP Viesti. Sinds 2024 komt Boom uit voor het Belgische VDK Bank Gent.

## Carrière
Boom ging als achtjarige naar een interland van Nederland waardoor ze geïnspireerd werd om zelf volleybalster te worden. Haar grote inspiratiebron was Manon Flier. Vervolgens begon Boom haar volleybalcarrière bij ActiveRooy Venray.  Ze volleybalde ook nog een periode voor VC set up Meerlo voordat ze bij VC Peelpush Meijel terechtkwam. Hier speelde ze als vijftienjarige zich in het tweede team in 2015. Daarna werd ze opgepikt door Talentteam Papendal. Ze maakte haar debuut voor de Nederlandse volleybalploeg tijdens de Volley Masters in Montreux. In 2018 werd Boom opgenomen in de selectie voor het EK -19 in Albanië, waar ze als libero speelde. Datzelfde jaar mocht Boom ook met het seniorenteam van Nederland aantreden op het WK 2018. Tevens ging Boom in 2018 voor Team Eurosped spelen. Na hier twee jaar te hebben gespeeld, maakte Boom in 2020 haar eerste buitenlandse transfer door voor het Duitse VfB 91 Suhl te gaan spelen. In december 2020 keerde ze door persoonlijke problemen echter vervroegd terug naar Nederland. Hier keerde ze terug bij Team Eurosped. In 2021 verliet ze deze club weer voor een overstap naar het Belgische Jaraca LVL Genk. In het seizoen 2022/23 kwam Boom een jaar uit voor het Finse LP Viesti. In 2023 keerde Boom na een langdurige revalidatie van een knieblessure terug naar België waar ze sindsdien volleybalt voor VDK Bank Gent.